# KIRITO TOUR 2006 「EXISTENCE PROOF」
KIRITO TOUR 2006 EXISTENCE PROOFは、2006年7月20日から8月14日まで開催されたキリトの2回目のライヴ・ツアーである。

## 概要
- キリトのソロデビュー後、二度目のライヴツアーである。
- PIERROT解散直後のライヴであり、本人は「もはやソロライヴではない」と言っている。
- 元々はホールツアーだったが、追加公演としてライブハウスでの公演も行っている。
- 後にDVD化された。

## 日程
- 7月20日 浦安市文化会館
- 7月22日 メルパルクホールFUKUOKA
- 7月24・25日 中野サンプラザホール
- 7月27日 宮城県民会館
- 7月31日 札幌市教育文化会館大ホール
- 8月3・4日 大宮ソニックシティ 大ホール
- 8月7日 愛知県勤労会館　大ホール
- 8月9日 大阪厚生年金会館　大ホール
- 8月13・14日 SHIBUYA-AX （追加公演）

## サポートメンバー
- ギター：TORUxxx（ex.THE MAD CAPSULE MARKETSサポート）
- ベース：松田知大（WRENCH）
- ドラム：TAKEO
- キーボード：藤井麻輝（ex.ソフトバレエ、睡蓮）

## ステージ内容
- アルバム『Hameln』収録曲や、シングル『TEAR』『DECIDE』収録曲など、発表済みの20曲を全て歌っている。
- ダブルアンコールではPIERROTのセルフカヴァーとして、各ホールで「BIRTHDAY」「CHILD」「ANSWER」「ラストレター」を弾き語りで演奏した。なお、「ラストレター」はキリトがギターのコードを覚えていなかったため、ア・カペラでの演奏となった。
- 追加公演最終日にはAngeloの結成を発表し、「REBORN」を初披露した。

## DVD内容
『KIRITO TOUR 2006 EXISTENCE PROOF』（2006年12月13日）
1. GARDEN
2. PAST
3. カンナビス
4. Sea
5. PLOT
6. Inter Cutter
7. Suicide View
8. DECIDE
9. TORQUE
10. WINDING DREAM
11. Awaking Bud
12. 誰もいない丘
13. 再生の朝
14. Hameln
15. DOOR
16. EXIT
17. Ray
18. TEAR
19. Cold
20. THE SUN
21. DECIDE
22. ANSWER（PIERROTセルフカバー）